# Elaborare
Elaborare è un mensile automobilistico italiano.
La rivista è stata la prima nel settore tuning in Italia ed è orientata a tutti i lettori appassionati di personalizzazione meccanico-estetica e di competizione sportiva ed è considerata il punto di riferimento di tale settore. Il direttore della rivista "Elaborare" è Giovanni Mancini.

## Pubblicazioni della rivista
Elaborare viene pubblicato bimestralmente ed è disponibile, per gli utenti abbonati, anche in versione digitale.
On line pubblica guide tecniche tematiche dedicate ad aspetti specifici del tuning:
- Come elaborare
- Pneumatici
- Filtri aria

## Altre iniziative
Elaborare organizza eventi e raduni per il mondo delle personalizzazioni meccaniche ed estetiche, ospitando i trofei e le competizioni più rinomate nel settore tuning.